# Altis
L'Altis (in greco ῎Αλτις), è una valle della Grecia, sulla quale sorgeva un santuario greco dedicato a Zeus, al centro di un bosco centenario, sul cui sito venne costruita Olimpia.
Il nome deriva da alsos (ἄλσος), che significa « bosco sacro », si trova nel Peloponneso, più precisamente su una piccola piana dell'Elide, sulla riva destra del fiume Alfeo, nei pressi della città di Pyrgos, ai piedi del monte Cronion, a 18 kilometri dal Mar Ionio.